# HD149420
HD149420 — хімічно пекулярна зоря спектрального класу A9, що має видиму зоряну величину в смузі V приблизно  6,9.
Вона  розташована на відстані близько 491,9 світлових років від Сонця.

## Фізичні характеристики
Телескоп Гіппаркос зареєстрував фотометричну змінність  даної зорі з періодом    1,70 доби в межах від  Hmin= 6,96 до  Hmax= 6,92.